# Ballad of Sir Frankie Crisp (Let It Roll)
Ballad of Sir Frankie Crisp (Let It Roll) è un brano musicale di George Harrison incluso nel suo triplo album All Things Must Pass del 1970.
Harrison compose la canzone come una sorta di omaggio alla figura di Frank Crisp (1843-1919), un avvocato del diciannovesimo secolo che era il proprietario originale di Friar Park, la residenza in stile gotico-vittoriano situata a Henley-on-Thames, Oxfordshire, acquistata da Harrison agli inizi del 1970. Alcuni critici hanno associato il brano a una sorta di "visita guidata" della villa e del grande giardino che la circonda. Per la foto di copertina di All Things Must Pass, George si fece fotografare proprio sul prato del giardino di Friar Park.
La registrazione include l'apporto di musicisti quali Pete Drake, Billy Preston, Gary Wright, Klaus Voormann e Alan White. La traccia venne co-prodotta da Harrison insieme a Phil Spector, che attraverso il riverbero aggiunse una qualità eterea alla canzone. Il critico di AllMusic Scott Janovitz descrisse Ballad of Sir Frankie Crisp (Let It Roll) "uno sprazzo del vero George Harrison – di volta in volta mistico, spiritoso, solitario, gioviale, e serio".
L'eccentricità di Crisp, che l'ex-Beatle scoprì all'interno della casa e attorno alla proprietà, ispirò successive composizioni di Harrison, come Ding Dong, Ding Dong e The Answer's at the End.
Il titolo della compilation Let It Roll: Songs by George Harrison (2009), deriva da Ballad of Sir Frankie Crisp (Let It Roll), che altresì è inclusa nella raccolta.

## Il brano

### Origine e storia

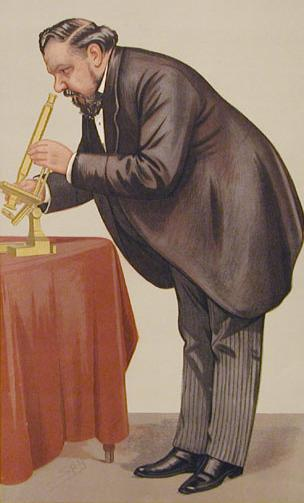
Frank Crisp, ritratto da Leslie Ward, 1891

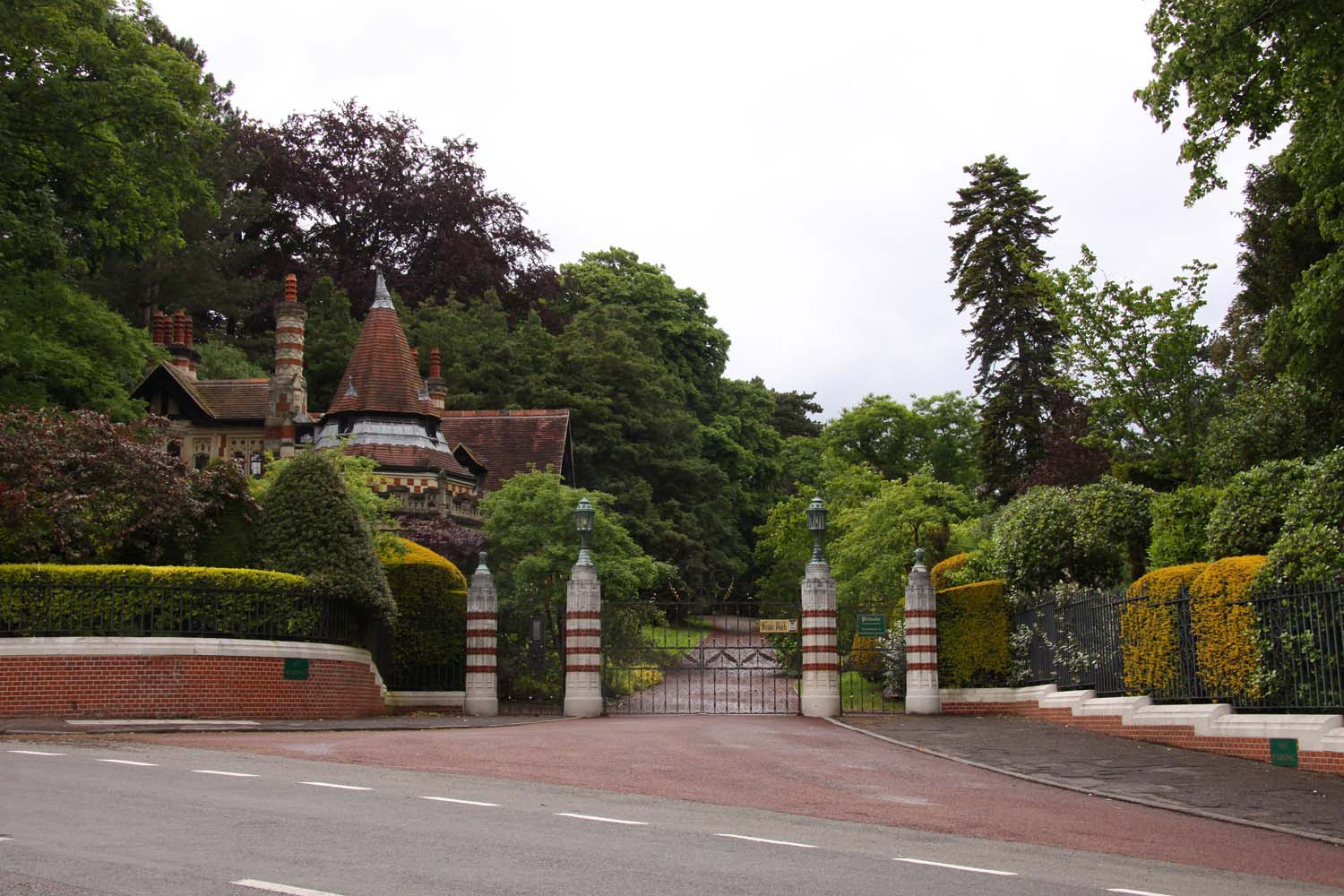
L'ingresso di Friar Park, compresa la casa del custode, fotografia di Steve Daniels

Sin dal 1965, George Harrison e la moglie, Pattie Boyd, vivevano a Kinfauns nel Surrey, a sud di Londra. La casa era un bungalow troppo piccolo per potervi installare uno studio di registrazione casalingo, così la coppia iniziò a cercare una casa più grande dove trasferirsi, concentrando le proprie ricerche nelle contee di Oxfordshire e Berkshire. Nel gennaio 1970, Harrison acquistò Friar Park, una villa da 120 stanze con annesso terreno di 33 acri a Henley-on-Thames, nell'Oxfordshire. In precedenza convento di suore dei Salesiani di Don Bosco, la magione e il terreno circostante erano da anni in grave stato di abbandono e di degrado, e gli Harrison dovettero aspettare fino a marzo per potervi andare ad abitare.
La residenza era stata costruita nel 1898, sul sito di un monastero del XIII secolo, da Sir Frank Crisp, prestigioso avvocato londinese, appassionato di botanica e noto per la sua eccentricità. Harrison descrisse Crisp come un incrocio tra Lewis Carroll e Walt Disney. Mentre scriveva la propria autobiografia I, Me, Mine alla fine degli anni settanta, come riportato da Derek Taylor, Harrison "frequentemente parlava di Crisp come se questi fosse ancora vivo". I lavori di restauro e pulizia svolti nei primi mesi a Friar Park svelarono alcuni "lasciti" di Crisp, come incisioni su pietra e legno contenenti omelie stravaganti, in parte cancellate o nascoste dalle suore salesiane. Il giardino di 10 acri di Crisp era ormai così pieno di erbacce da costringere Harrison e uno dei suoi amici Hare Krishna, Shyamasundar Das, ad utilizzare un lanciafiamme risalente alla seconda guerra mondiale per diserbare la zona. Oltre a grotte e passaggi segreti, tra le caratteristiche del giardino c'era una serie di laghi a più livelli collegati da gallerie, a sud-est della casa.
Il 17 marzo 1970, nonostante lo stato di degrado nel quale versava la proprietà, gli Harrison celebrarono qui una festa per il ventiseiesimo compleanno di Pattie in coincidenza con la Festa di San Patrizio. Secondo l'amico ed assistente della coppia Chris O'Dell, la lista degli ospiti incluse anche gli altri tre Beatles e relative consorti, Derek e Joan Taylor, Neil Aspinall e la moglie Susie, Peter Brown, e Klaus e Christine Voormann.

### Composizione
A seguito dello scioglimento definitivo dei Beatles il 10 aprile 1970, ed avendo a lungo discusso circa la possibilità di incidere un album solista delle proprie canzoni, Harrison rese noto il suo progetto nel corso di una cena a Friar Park, alla quale parteciparono Pattie Boyd, O'Dell e Terry Doran, amico e temporaneo curatore dei beni di George. Il mese seguente a Londra, Harrison eseguì una selezione di sue nuove composizioni per il produttore discografico Phil Spector, scelto per produrre insieme a lui All Things Must Pass, e tra i brani proposti c'era Everybody, Nobody, primo nucleo originario di Ballad of Sir Frankie Crisp (Let It Roll). Harrison riscrisse completamente il testo poco tempo dopo, e prese parte della melodia di Everybody, Nobody per completare il suo personale omaggio musicale a Crisp e Friar Park:
(Ballad of Sir Frankie Crisp (Let It Roll), George Harrison)

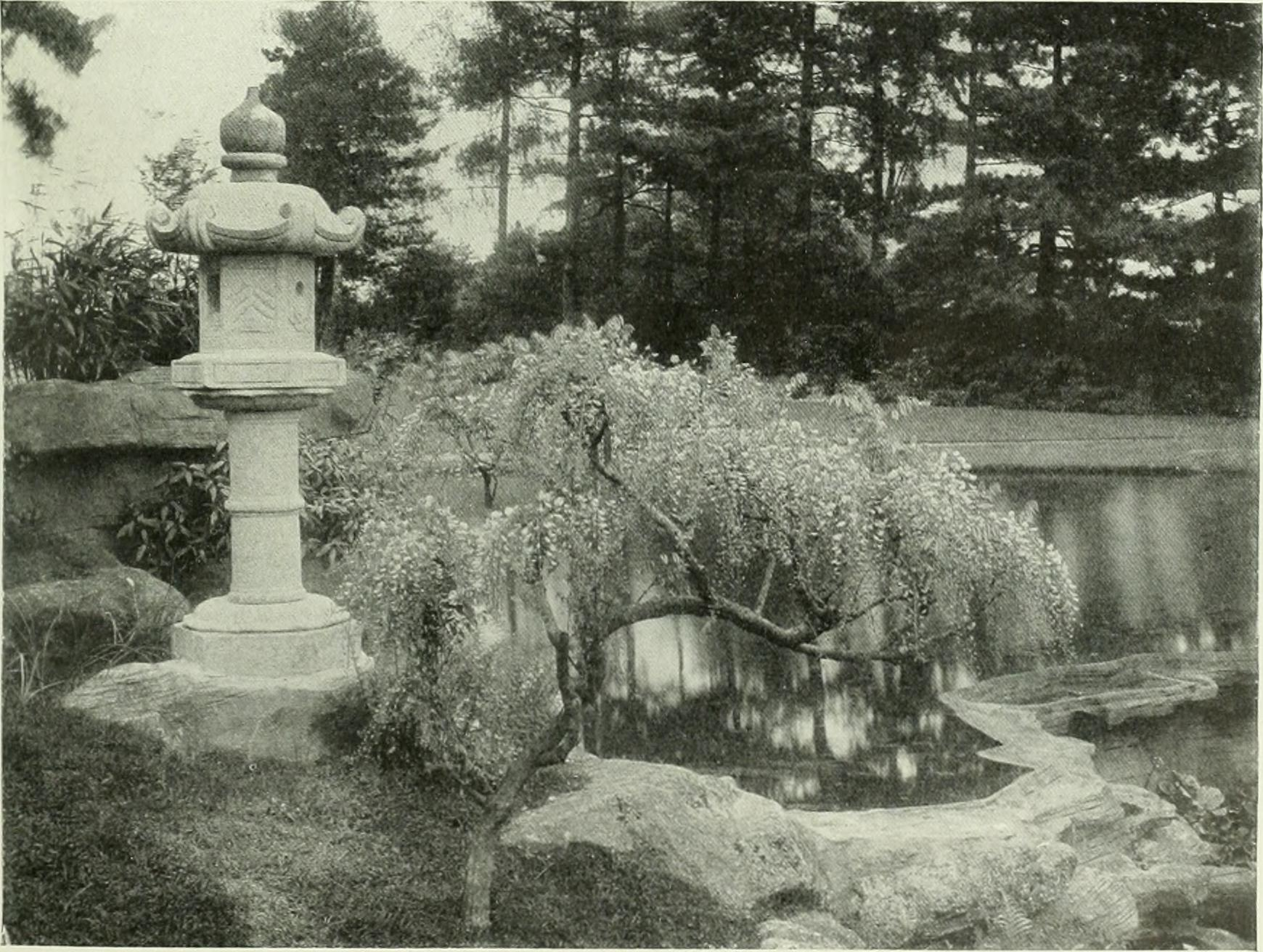
Uno scorcio del giardino di Friar Park alla fine dell'Ottocento, durante il periodo di Crisp come proprietario

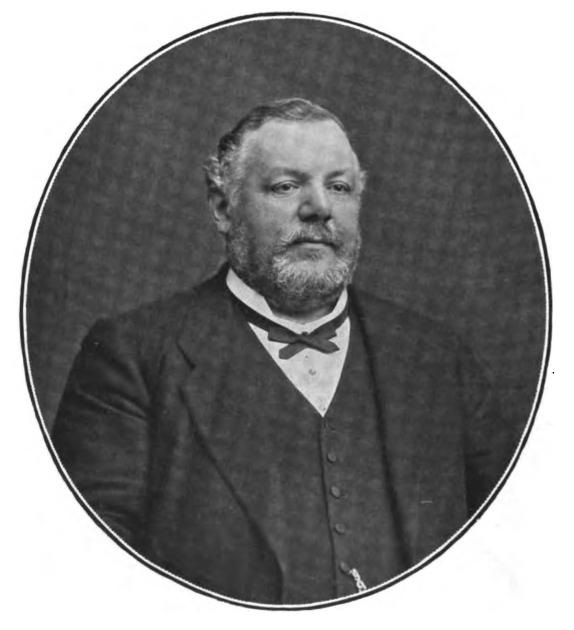
Sir Frank Crisp (1843-1919), eccentrico avvocato del diciannovesimo secolo, proprietario originale di Friar Park.

Nel suo libro The Words and Music of George Harrison, Ian Inglis descrive il brano come una "visita guidata" della casa e dei dintorni, con Harrison che "indica i posti di particolare interesse".
(Ballad of Sir Frankie Crisp (Let It Roll), George Harrison)

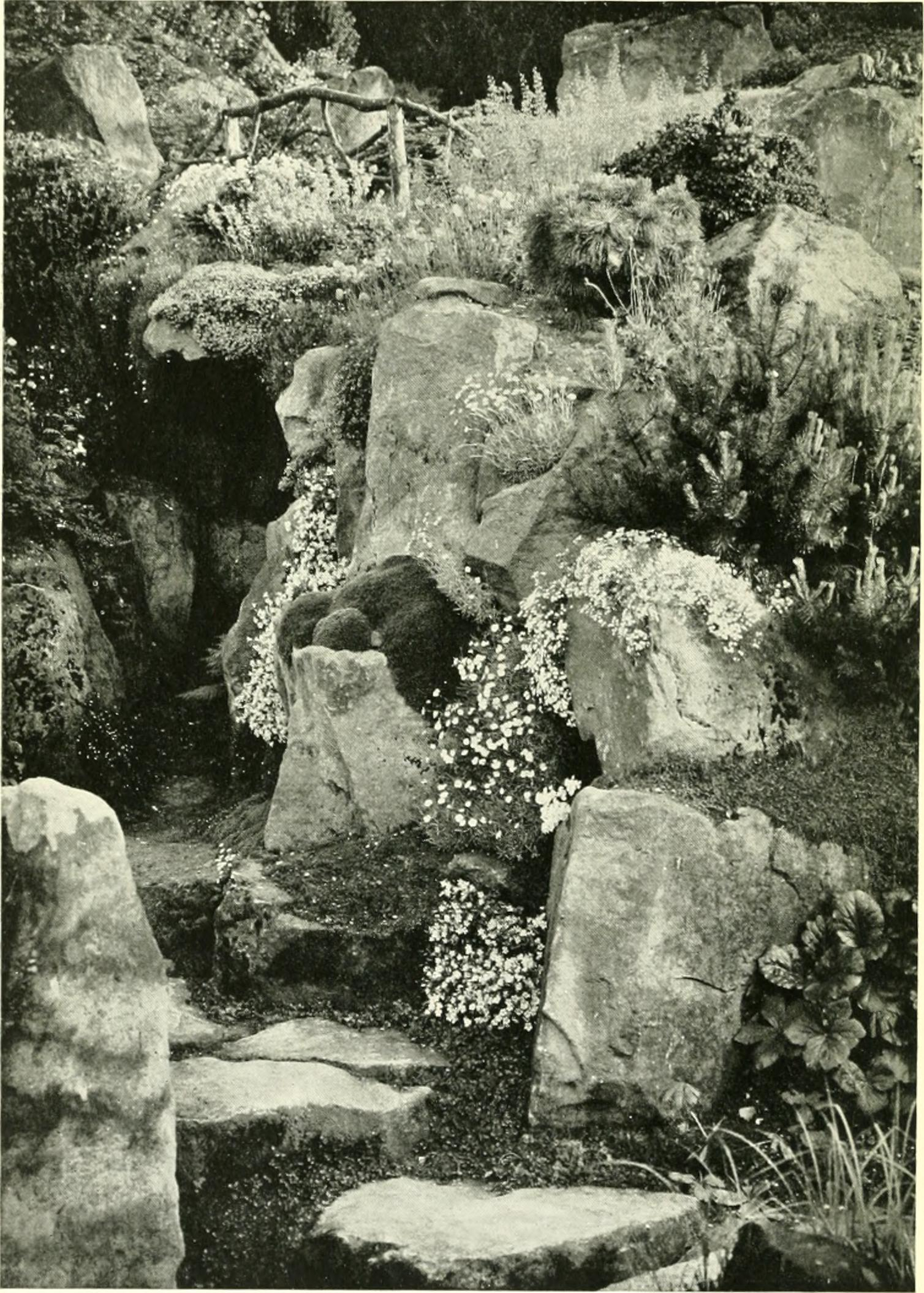
Parte del "giardino di rocce alpine" della proprietà, fotografato nel 1905

Secondo quanto riportato da George Harrison stesso, Spector suggerì che Ballad of Sir Frankie Crisp avrebbe potuto avere più riscontro ed attrarre molte più reinterpretazioni da parte di altri artisti se avesse avuto un testo diverso. In I, Me, Mine, Harrison riconosce che la traccia era "un brano abbastanza autocompiaciuto", ma che "le parole del testo furono scritte per significare quello che sono" – un tributo a Frank Crisp. Harrison arrivò ad identificarsi filosoficamente con Crisp, del quale egli scrisse (sempre in I, Me, Mine): "Sir Frank aiutò la mia consapevolezza; qualunque cosa fosse, mi sentii più forte, o trovai più ispirazione entrando in quella casa, perché tutto si intensificava o si accentuava."

### Registrazione
L'esecuzione da parte di Harrison di Everybody, Nobody per Phil Spector ebbe luogo agli Abbey Road Studios il 20 maggio 1970. Harrison completò la riscrittura del brano, ribattezzato Ballad of Sir Frankie Crisp (Let It Roll), in un paio di settimane, a giudicare dalla presenza nella traccia della pedal steel guitar suonata dal virtuoso Pete Drake, che era stato convocato a Abbey Road tra il 26 maggio e l'inizio di giugno. Alla fine di giugno, Drake era già tornato a casa a Nashville per produrre il secondo album solista di Ringo Starr, Beaucoups of Blues (1970).
Dal punto di vista della produzione discografica, sebbene il brano risulti esente dall'invadente stile "Wall of Sound" di Phil Spector presente in altri brani del disco, il "senso di mistero" insito nella canzone viene evocato attraverso un sapiente utilizzo del riverbero da parte di Spector. Particolare risalto nella traccia hanno la linea melodica di pianoforte suonata da Bobby Whitlock (filtrata da amplificatori Leslie), e la potente batteria di Alan White. Le parole sussurrate da Harrison dopo la seconda e la quarta strofa in maniera quasi impercettibile sono: «Oh, Sir Frankie Crisp»; questa parte e la voce solista furono sovraincise ai Trident Studios di Londra, dietro suggerimento di Spector.

## Pubblicazione
Il triplo album All Things Must Pass venne pubblicato dalla Apple Records a fine novembre 1970 ricevendo ottime recensioni e grande successo commerciale. La copertina del disco mostra una foto di Harrison vestito da giardiniere, seduto in mezzo al prato del giardino di Friar Park circondato da quattro gnomi da giardino presi dalla vasta collezione di Crisp di sculture bavaresi. Essendo state rubate nel 1871 circa, secondo il fotografo Barry Feinstein, autore della foto di copertina, le statue erano appena state riportate a Friar Park e posizionate sull'erba. Alcuni critici ed appassionati interpretarono la foto come un riferimento al "distacco di George Harrison dall'identità collettiva dei Beatles" (secondo questa interpretazione i quattro nani da giardino simboleggerebbero i quattro Beatles).

## Formazione
- George Harrison – voce, chitarra acustica, cori
- Pete Drake – chitarra pedal steel
- Bobby Whitlock – pianoforte
- Billy Preston – organo
- Gary Wright – piano elettrico
- Klaus Voormann – basso
- Alan White – batteria
- Musicista non accreditato – tamburello